# Pfeilkreuzler
Die Pfeilkreuzler (ungarisch nyilasok), auch Hungaristen (hungaristák) oder ungarische Nationalsozialisten genannt (magyar nemzeti szocialisták), waren die Anhänger einer unter verschiedenen Bezeichnungen von 1935 bis 1945 bestehenden faschistischen und antisemitischen Partei in Ungarn. Ihr Parteiführer war Ferenc Szálasi. Mit Unterstützung NS-Deutschlands errichteten die Pfeilkreuzler für fünfeinhalb Monate vom 16. Oktober 1944 bis zum 28. März 1945 in den noch nicht von der Roten Armee besetzten Teilen Ungarns eine faschistische Kollaborationsregierung und Diktatur, unter der etwa 50.000 ungarische Juden ermordet wurden.

## Parteigründungen von Ferenc Szálasi
Die verschiedenen aufeinanderfolgenden Regierungen unter dem konservativen Reichsverweser Miklós Horthy verfolgten keine einheitliche Linie gegenüber rechtsextremen Tendenzen im Land. Die von Ferenc Szálasi gegründeten Parteien wurden zwar wiederholt verboten, eine Neugründung unter anderem Namen wurde jedoch nicht verhindert. Von 1935 bis 1937 bestand die Partei des Nationalen Willens (ungarisch: Nemzeti Akarat Pártja, kurz NAP) als erste Parteigründung Szálasis, die als Vorgängerpartei der Pfeilkreuzler gilt. Nachdem sie von der Regierung unter Kálmán Darányi am 15. April 1937 per Staatsdekret verboten wurde, wurde durch den Zusammenschluss mehrerer nationalsozialistischer Parteien unter Szálasis Führung eine neue Partei gegründet, die bereits das Pfeilkreuz zum Parteisymbol hatte. Die Pfeilkreuzlerpartei bestand dann unter folgenden Namen:
- Ungarische Nationalsozialistische Partei (ungarisch: Magyar Nemzeti Szocialista Párt, kurz MNSZP); gegründet am 24. Oktober 1937, am 21. Februar 1938 verboten.
- Nationalsozialistische Ungarische Partei – Hungaristische Bewegung (ungarisch: Nemzeti Szocialista Magyar Párt – Hungarista Mozgalom, kurz NSZMP – HM); am 27. März 1938 gegründet, am 1. August 1938 umbenannt in
- Ungarische Nationalsozialistische Partei – Hungaristische Bewegung (ungarisch: Magyar Nemzeti Szocialista Párt – Hungarista Mozgalom, kurz MNSZP – HM); verboten am 23. Februar 1939.
- Pfeilkreuzlerpartei (ungarisch: Nyilaskeresztes Párt, kurz NYKP); gegründet am 15. März 1939, verboten am 24. August 1944, danach erneut zugelassen als
- Pfeilkreuzlerpartei – Hungaristische Bewegung (ungarisch: Nyilaskeresztes Párt – Hungarista Mozgalom, kurz NYKP-HM)[1]

## Das Symbol

Parteiflagge der Pfeilkreuzler 1937–1942

Partei-Emblem der Pfeilkreuzler

Nachdem der ungarische Innenminister Ferenc Keresztes-Fischer der Gömbös-Regierung die Verwendung des Hakenkreuzes im September 1933 verboten hatte, verbreiteten sich neue Symbole in der florierenden rechtsnationalen Parteienlandschaft Ungarns. Die zahlreichen Gruppierungen, Splittergruppen und Kleinstparteien wurden unter häufig wechselnden Namen von „Parteiführern“ meist in Form von Ein-Mann-Unternehmen betrieben.
Das grüne Sensenkreuz (kaszáskereszt) wurde zum Symbol der „Nationalsozialistischen Ungarischen Arbeiterpartei“ (Nemzeti Szocialista Magyar Munkáspárt) von Zoltán Böszörmény, das ebenfalls grüne Pfeilkreuz (nyilaskereszt) zum Symbol der „Ungarischen Nationalsozialistischen Bauern- und Arbeiterpartei“ (Magyar Nemzeti Szocialista Földmüves és Munkás Párt) von Zoltán Meskó. Die Anhänger der jeweiligen Gruppierungen wurden in der Umgangssprache als Sensenkreuzler (kaszások) bzw. Pfeilkreuzler (nyilasok) bezeichnet. Die Pfeilkreuzler glaubten, in ihrer Symbolik auf ein Banner von König Ladislaus I. zurückzugreifen. Szálasi verwendete erst nach dem Zusammenschluss verschiedener Splittergruppen und Parteien ab 1937 das Pfeilkreuz-Symbol in analoger Weise zum Hakenkreuz-Symbol der NSDAP.

## Geschichte

### Entstehung

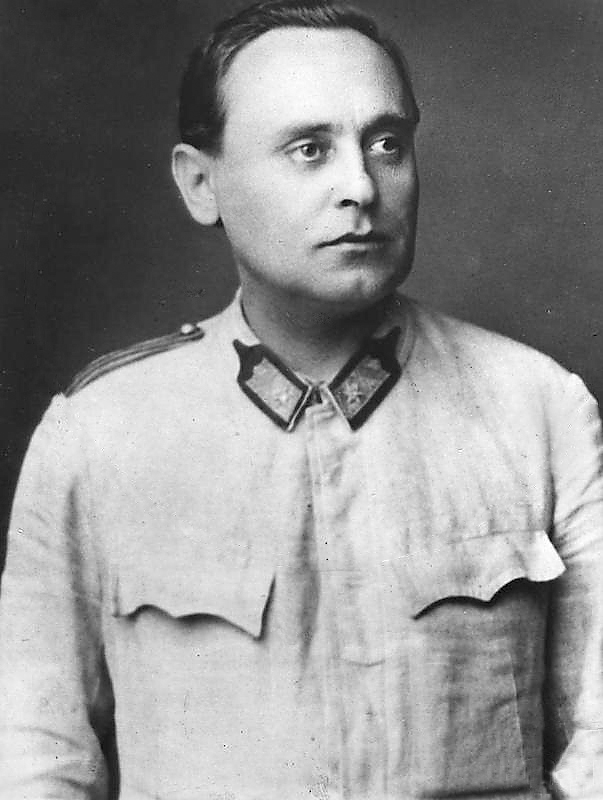
Ferenc Szálasi (1944)

Laut Stanley Payne stand Ungarn von allen europäischen Staaten der Zwischenkriegszeit, was die Zahl faschistischer, halbfaschistischer oder rechtsradikaler Bewegungen anging, gemessen an seiner Bevölkerung an der Spitze. Payne erklärt dies dadurch, dass Ungarn erstens wegen seiner territorialen und demographischen Verluste nach dem Ersten Weltkrieg infolge des Vertrages von Trianon der national am stärksten benachteiligte Staat Europas war. Zweitens war Ungarn das zweite Land gewesen, das kurze Zeit von einer revolutionären kommunistischen Diktatur, dem Regime von Béla Kun vom Jahr 1919, regiert wurde. Drittens hatte das Land, gemessen an der eingeschränkten Entwicklung seiner Sozialstruktur, eine große unbeschäftigte Mittelklasse, in der sich viele Verfechter einer solchen Politik fanden.
Während der Wirtschaftskrise wucherten in Ungarn neue politische Organisationen faschistischen Typs, die oft den Namen „nationalsozialistisch“ trugen. Eine winzige Nationalsozialistische Partei war schon in den zwanziger Jahren entstanden. 1931 gründete Zoltán Böszörmény eine Nationalsozialistische Ungarische Arbeiterpartei, deren Mitglieder nach ihrem Emblem als Sensenkreuzler bezeichnet wurden. Sie versuchte, das ursprüngliche soziale Programm der Nazis in Ungarn einzuführen, und wandte sich besonders an landlose Landarbeiter. 1933 gründete man drei neue nationalsozialistische Parteien. Die einzige, die in landesweitem Rahmen besondere Aktivitäten entfaltete, waren Böszörménys Sensenkreuzler, die mit ihrer früheren Landarbeiterorientierung den 1. Mai 1936 als Datum eines Umsturzversuchs wählten. Dieses Unternehmen scheiterte, ihr Führer floh ins Ausland und 87 seiner Anhänger wurden vor Gericht gestellt und zu Haftstrafen verurteilt.
Die einzig nennenswerte faschistische Bewegung Ungarns war die von Ferenc Szálasi gegründete Organisation der Pfeilkreuzler oder Hungaristen. Szálasi hatte bereits 1935 eine Partei des Nationalen Willens, die aber bei den Parlamentswahlen nur einen Kandidaten durchbrachte. Seine Partei war die erste, die sich vorwiegend auf städtische Gebiete konzentrierte. Im Sommer 1937 schlossen sich mehrere nationalsozialistische Parteien Szálasi an und bildeten im Oktober eine allgemeine Ungarische Nationalsozialistische Partei. Die ungarische Regierung, die den Nationalsozialismus nun als wirkliche Gefahr betrachtete, ließ Szálasi und 77 andere Aktivisten im Februar 1938 verhaften. Am 1. August 1938 schloss sich eine weitere kleine Partei Szálasis allgemeiner Ungarischen Nationalsozialistischen Partei – Hungaristische Bewegung an, die man jetzt allgemein als Pfeilkreuzler bezeichnete. Der Parteigruß lautete „Kitartás!“ (deutsch: „Durchhalten!“).

### Tätigkeit 1938 bis 1944
Ein ehemals jüdisches Bürgerpalais (das heutige Museum „Haus des Terrors“ in Budapest) auf der dicht begrünten Prachtallee – der Andrássy út – diente von 1939 bis 1944 unter dem Namen „Haus der Loyalität“ den Pfeilkreuzlern als Parteizentrale, inklusive Folterkellern in den Untergeschossen.
Bei der ungarischen Parlamentswahl im Jahre 1939 erreichte die Pfeilkreuzlerpartei ihren größten Erfolg. Sie erhielt 900.000 Stimmen (rund 25 Prozent) und zählte 250.000 Parteimitglieder, war aber dennoch bis zum 15. Oktober 1944 nie an einer Regierung beteiligt, obwohl Ungarn im März 1944 von Deutschland besetzt worden war. In der Folge hatte das Eichmann-Kommando im Zusammenwirken mit den ungarischen Behörden und der Gendarmerie 470.000 Juden in dem vergrößerten ungarischen Staatsgebiet ghettoisiert und nach Auschwitz deportiert, die ideologische Unterstützung durch die Pfeilkreuzler war dabei nicht entscheidend.

### Kollaborationsregime (Oktober 1944 – März 1945)

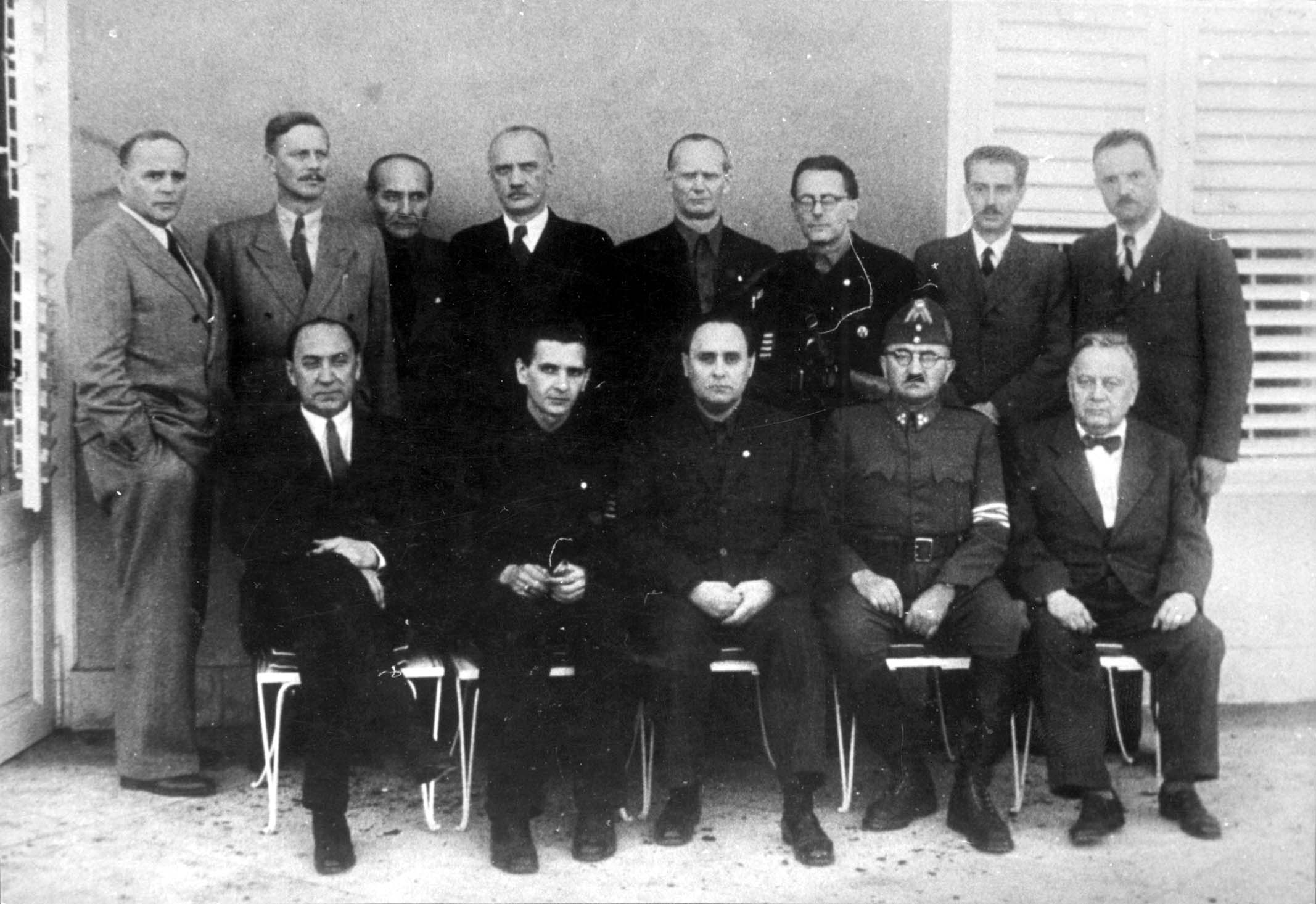
Kabinett Szálasi (1944–1945)

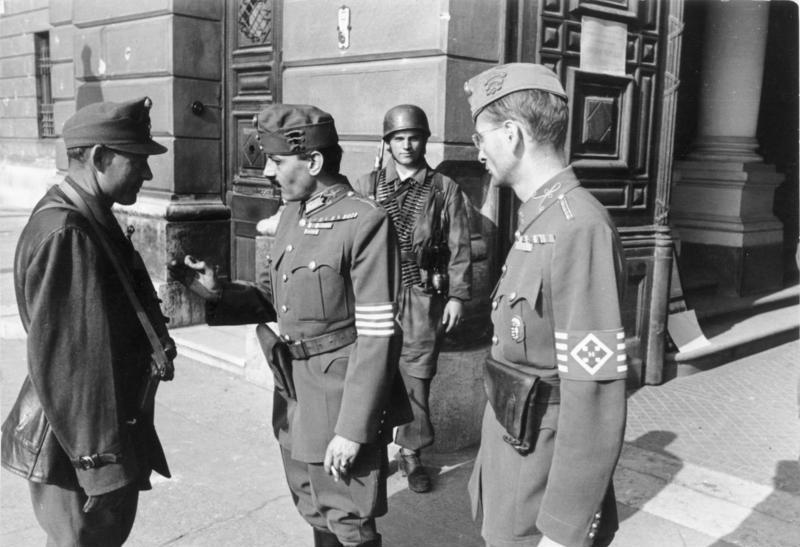
Pfeilkreuzler-Offiziere in Budapest (Oktober 1944)

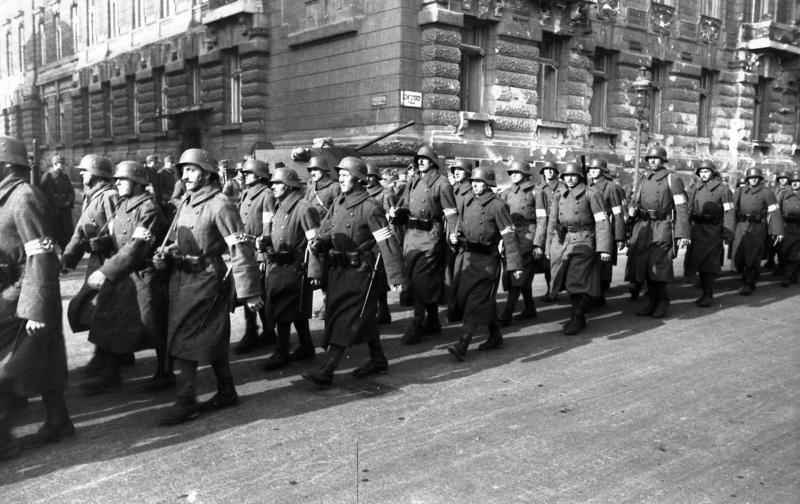
Truppen der Pfeilkreuzler-Regierung in Budapest (Oktober 1944)

Erst nachdem der Versuch der Regierung unter Reichsverweser Miklós Horthy, einen Separatfrieden mit den Alliierten zu schließen, gescheitert war, übernahmen die Pfeilkreuzler im Oktober 1944 nach einem von der deutschen Besatzung unterstützten Putsch die Führung einer Regierungskoalition (vgl. Unternehmen Panzerfaust). Es handelte sich dabei um das letzte Satellitenregime, das Hitler gründete, und erst das dritte, das direkt einer nationalen faschistischen Führung unterstellt wurde.
Mit ihrer Hilfe sollte nun die zweite von den Deutschen geplante Deportationswelle des Holocaust im November 1944 durchgeführt werden, in deren Folge noch 76.000 Juden deportiert wurden. Da jedoch die Transportmittel kriegsbedingt ausfielen, wurden die Juden zu Fuß auf Todesmärsche in Richtung österreichische Grenze geschickt. Zwei Drittel von ihnen kamen während der Todesmärsche, in Konzentrationslagern oder bei Schanzarbeiten ums Leben. Ende November wurden die Fußmärsche von Szálasi gestoppt, da er Transportmittel verlangte, mit denen die Juden deportiert werden könnten. Das endgültige Ende der Deportationen bedeutete allerdings keineswegs eine Entspannung der Lage für die ungarischen Juden. In Ghettos zusammengepfercht, wurden sie Opfer grausamster Gewalttaten marodierender Pfeilkreuzler.
Gleich nach der Machtübernahme der Pfeilkreuzler im Oktober 1944 wurden tausende ungarische Juden am Ufer der Donau erschossen. Der ungarische Historiker Krisztián Ungváry spricht von 2.600 bis 3.600 Juden, die auf diese Art ermordet wurden. In ganz Budapest fanden Massaker statt, so beispielsweise am 12. Januar 1945 im jüdischen Krankenhaus in der Maros-Straße, als etwa 90 Ärzte von einem Pfeilkreuzlertrupp erschossen wurden. Ebenso wie in Kroatien taten sich einige Priester bei den Tötungen besonders hervor. So gab ein Pater Kun zu, er habe etwa 500 Juden ermordet. Gewöhnlich befahl er: „Im Namen Christi – Feuer!“ Auch Frauen beteiligten sich aktiv an den Massenmorden.
Insgesamt beläuft sich die Anzahl der jüdischen Todesopfer unter dem Szálasi-Regime auf ungefähr 50.000 Menschen. Südlich des ungarischen Parlaments in Budapest, am unteren Donaukai, wurde im Jahr 2005 das Mahnmal Schuhe am Donauufer errichtet. Auf einer Länge von 40 Metern wurden zum Andenken an die Erschießungen von 1944/45 sechzig Paar Schuhe aus Metall gereiht.

## Ideologie
Die Ideologie der Pfeilkreuzler richtete sich gleichermaßen gegen die traditionalen Konservativen und die „neue Rechte“, die 1936 mit Gyula Gömbös ihren prominentesten Repräsentanten verlor. Im Gegensatz zu ihnen bekannte sich Szálasi nicht zum italienischen Faschismus, sondern zum deutschen Nationalsozialismus. Die ungarische Variante der Pfeilkreuzler, der „Hungarismus“, sollte im gesamten Donau-Karpaten-Raum durchgesetzt werden. Das anvisierte großungarische Vaterland sollte auf dem Christentum und einer Rassenhierarchie gründen, welche die jüdische Minderheit ausschloss. Das wirtschaftliche Programm sah eine korporative Ordnung auf der Grundlage des Privateigentums vor, aber auch die Verstaatlichung von Kartellen, des Kreditwesens, der Rüstungsindustrie und der Energieunternehmen. In der Innenpolitik strebten die Pfeilkreuzler – auch hier eng an das Vorbild der deutschen Nationalsozialisten angelehnt – eine neue Mobilisierungsdiktatur an, die aus einer revolutionären Erhebung breiter Bevölkerungsgruppen hervorgehen sollte.